# 48472 Мессбауер
48472 Мессбауер (48472 Mössbauer) — астероїд головного поясу, відкритий 2 жовтня 1991 року.
Тіссеранів параметр щодо Юпітера — 3,567.